# Spencer Perceval
Spencer Perceval (Londra, 1º novembre 1762 – Westminster, 11 maggio 1812) è stato un politico inglese.
Ha fatto parte del Partito Tory. Ricopri il ruolo di Primo ministro del Regno Unito dal 4 ottobre 1809 all'11 maggio 1812, l'unico ad essere stato assassinato mentre era in carica. L'assassinio fu compiuto da un banchiere fallito nei corridoi della Camera dei Comuni.

## Biografia

### Infanzia ed educazione

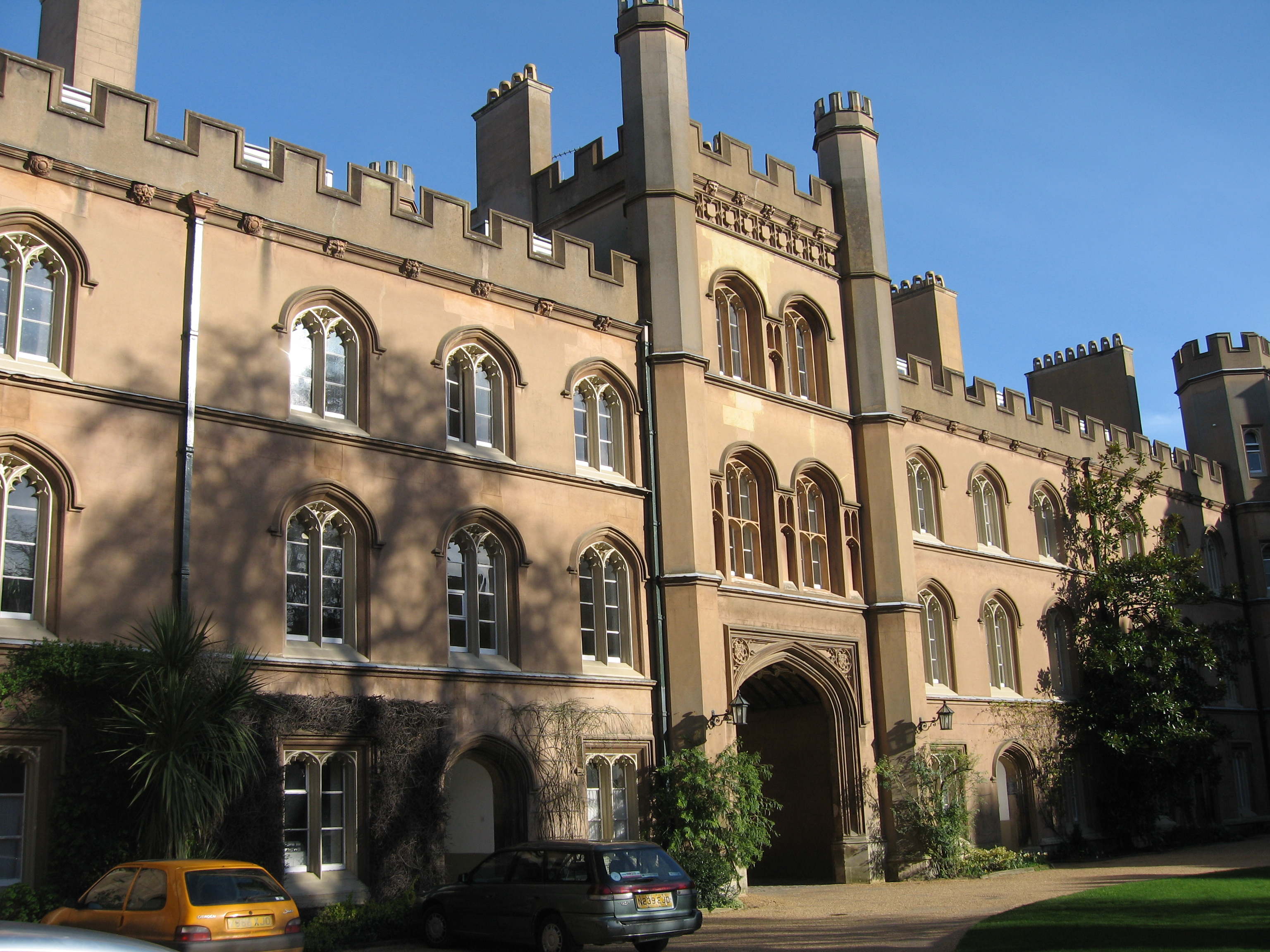
Perceval studiò al Trinity College di Cambridge

Perceval era il settimo figlio di John Perceval, II conte di Egmont e della sua seconda moglie. Sua madre era infatti Catherine Compton, baronessa Arden, pronipote di George Compton, IV conte di Northampton; un prozio di Catherine, Spencer Compton, I conte di Wilmington, era stato Primo Ministro.
Il padre di Spencer Perceval era stato consigliere politico di Federico, principe di Galles e di Giorgio III ed aveva servito per breve tempo nel gabinetto di governo come Primo Lord dell'Ammiragliato. Spencer Perceval trascorse i suoi primi anni di vita a Charlton House che il padre dovette acquistare per risiedere vicino ai porti di Woolwich.
Il padre di Perceval morì quando egli aveva solo otto anni e venne quindi inviato alla Harrow School dove si distinse per l'instancabilità e la bravura. Fu ad Harrow che egli sviluppò il proprio interesse nell'anglicanesimo evangelico e sempre qui conobbe Dudley Ryder al quale rimase legato da profonda amicizia per tutta la vita. Dopo cinque anni trascorsi ad Harrow, decise di seguire il fratello Charles al Trinity College, Cambridge, dove vinse il premio di declamazione in inglese e si laureò nel 1782.

### Carriera giudiziaria e matrimonio
Figlio di un secondo matrimonio e con una rendita annua di sole 200 sterline, Perceval si rese presto conto di dover puntare sulla propria carriera e di non poter vivere di rendita come i suoi fratelli. Egli dunque scelse la professione forense e studiò legge al Lincoln’s Inn laureandosi nel 1786. Alla morte della madre, che avvenne nel 1783, Perceval e suo fratello Charles (divenuto nel frattempo Lord Arden) vendettero la casa di famiglia a Charlton e si innamorarono di due sorelle. Il padre delle due giovani, Sir Thomas Spencer Wilson, approvò il matrimonio tra la primogenita Margaretta e Lord Arden che era ricco e già membro del parlamento nonché Lord dell'Ammiragliato. A Spencer, che all'epoca non aveva ancora una posizione fissa, fu imposto, dal futuro suocero, di dover attendere tre anni per impalmare la figlia più giovane. Quando Jane raggiunse, nel 1790, i 21 anni, la carriera di Perceval continuava a non essere delle più prospere e Sir Thomas si oppose al matrimonio tra i due. Malgrado questo i due innamorati decisero di sposarsi ugualmente, tramite una licenza speciale, a East Grinstead. La coppia si stabilì in un appartamento sopra un negozio di tappeti a Bedford Row, per poi spostarsi a Lindsey House, Lincoln's Inn Fields.
I legami che la famiglia di Perceval aveva in politica, ad ogni modo, gli fruttarono alcune posizioni di rilievo: Deputy Recorder of Northampton, Commissario per la Bancarotta nel 1790, Surveyor of the Maltings and Clerk of the Irons in the Mint (con uno stipendio di 119 sterline annue) nel 1791; consigliere del Tavolo dell'Ammiragliato nel 1794. Egli venne chiamato dal tribunale di corte per aiutare i giudici nelle cause di Thomas Paine per libelli sediziosi (1792), e di John Horne Tooke per alto tradimento (1794). Perceval aderì inoltre, nel 1794, ai Light Horse Volunteers, un corpo che si proponeva di difendere la madrepatria contro l'invasione dei rivoluzionari francesi.
Perceval scrisse anche pamphlets anonimi per supportare Warren Hastings e in difesa dell'ordine pubblico contro le sedizioni. Questi scritti lo misero in buona luce agli occhi di William Pitt il Giovane e nel 1795 gli venne offerto l'incarico di Capo Segretario per l'Irlanda, ma egli rifiutò l'offerta. Nel 1796 divenne Consigliere del Re con uno stipendio annuo di 1000 sterline.

### L'inizio della carriera politica 1796-1801
Nel 1796 lo zio di Perceval, ottavo conte di Northampton, morì e suo cugino gli succedette nel seggio alla Camera dei Lords. Spencer Perceval, vicino al cugino, iniziò perciò a interessarsi di politica prendendo contatti con Edward Bouverie e col partito Whig nonché con la corporazione di William Walcot. Perceval venne quindi eletto deputato e continuò a rappresentare Northampton sino alla sua morte, avvenuta 16 anni più tardi, anche quando venne eletto alle massime cariche dello stato.
Quando Spencer ottenne il suo posto nella Camera dei Comuni nel settembre del 1796 le sue idee politiche erano già chiare: "Egli era favorevole alla costituzione ed a Pitt mentre si trovava contrapposto a Fox ed alla Francia", scrisse di lui il suo biografo Denis Gray. Durante la sessione del 1796-1797 egli tenne molti discorsi pubblici, avvalendosi della propria naturale abilità oratoria che continuava ad esercitare come avvocato. Durante l'estate del 1797 gli venne chiesto di consigliare la Corona sul processo contro John Binns per sedizione. Binns, che era difeso da Samuel Romilly, non venne giudicato colpevole. I suoi successi professionali comportarono un notevole miglioramento della fortuna personale e gli consentirono di acquistare una residenza di campagna: Belsize House, a Hampstead.

### Avvocato e Procuratore Generale 1801-1806

La Camera dei Comuni nel 1806

Pitt diede le dimissioni nel 1801 allorché il re ed il gabinetto di governo si opposero al decreto per l'emancipazione dei cattolici. Perceval, anglicano, non si sentì obbligato a seguire il destino di Pitt all'opposizione e la sua carriera politica continuò a prosperare durante l'amministrazione di Henry Addington. Egli venne nominato Avvocato Generale nel 1801 e Procuratore Generale l'anno successivo. Perceval, ad ogni modo, era in disaccordo con la linea politica di Addington, in particolare quella estera, e si dedicò più all'attività forense che a quella politica. Mantenne la carica di Procuratore Generale quando Addington diede le dimissioni e Pitt formò il suo secondo governo nel 1804. Perceval venne quindi coinvolto nel giudizio dei radicali Edward Despard e William Cobbett, ma fu anche responsabile di decisioni più liberali sui sindacati e per i deportati nel Nuovo Galles del Sud.
Pitt morì nel gennaio del 1806 e Perceval fu presente al suo funerale e, sebbene con undici figli a carico non avesse soldi da gettare via, decise di contribuire con 1000 sterline a pagare i debiti lasciati da Pitt alla moglie. Egli rinunciò al rango di Procuratore Generale rifiutandosi di servire nel ministero di Lord Grenville dal momento che vi era incluso Fox, preferendo divenire leader della coalizione del partito di Pitt alla Camera dei Comuni.
Durante questo periodo all'opposizione, la competenza giuridica di Perceval venne utilizzata per difendere la Principessa Carolina, moglie del principe di Galles, durante una "delicata investigazione". La principessa, infatti, era stata accusata dal marito, che cercava un pretesto per ottenere il divorzio, di aver dato alla luce un figlio illegittimo. Il governò trovò che l'accusa era infondata (il figlio in questione era stato adottato regolarmente dalla principessa), il che non giovò al morale della principessa che non si rimise mai completamente da questo scandalo. L'opposizione si schierò con la principessa scrivendo una lettera di 156 pagine indirizzata a re Giorgio III per spiegare i fatti come erano stati riscontrati legalmente. Conosciuto col nome di "The Book", tale scritto venne redatto perlopiù da Perceval stesso e, come ebbe a dire il suo biografo, fu "l'ultima e più grande produzione della sua carriera giuridica". Quando comunque il re si rifiutò di riammettere la principessa Carolina a corte, Perceval minacciò di pubblicare questo scritto. Ma il ministero di Grenville cadde - ancora una volta a causa di contrastanti opinioni sulla questione cattolica - prima che la pubblicazione potesse essere data alle stampe.

### Cancelliere dello Scacchiere 1807-1809
Dopo la rinuncia di Grenville, il duca di Portland mise insieme i due componenti dei ministeri Pitt e Perceval divenne Cancelliere dello Scacchiere e Leader della Camera dei Comuni. Perceval avrebbe preferito rimanere Giudice Generale o divenire Home Secretary, in quanto era completamente digiuno di cognizioni economiche. Egli acconsentì a prendere questo incarico quando lo stipendio (minore rispetto a quello dell'Home Office) gli venne aumentato dal duca di Lancaster. Lord Hawkesbury lo raccomandò al re per superare la questione cattolica.
Il figlio minore di Perceval, Ernest Augustus, era nato poco dopo che Perceval stesso era divenuto Cancelliere e la principessa Carolina ne era stata madrina. Jane Perceval si ammalò dopo la nascita del bambino e la famiglia dovette trasferirsi a Belsize House, per poi trascorrere alcuni mesi a casa di Lord Teignmouth presso Clapham, prima di trovare una casa nella salubre regione di Ealing. Elm Grove era una dimora del XVI secolo che era stata di proprietà del vescovo di Durham e Perceval la pagò 7.500 sterline (chieste in parte in prestito a suo fratello Lord Arden ed in parte pagate con la dote della moglie Jane). Nel frattempo, in città, Perceval si spostò da Lindsey House al 10 di Downing Street, quando il duca di Portland tornò a Burlington House poco dopo essere stato eletto Primo Ministro.
Perceval, inquadrato nel nuovo governo, si preoccupò di risolvere il problema dell'embargo commerciale voluto da Napoleone nei confronti della Gran Bretagna. Egli fu anche responsabile del Wilberforce’s Bill per l'abolizione della tratta degli schiavi nei territori dell'Impero Britannico dopo le non poche problematiche con esso connesse. Perceval fu anche uno dei membri fondatori dell'African Institute, che venne realizzato dall'aprile del 1807 per salvaguardare la corretta applicazione dell'abolizione della tratta degli schiavi.
Come Cancelliere dello Scacchiere, Perceval doveva reperire le risorse necessarie per la guerra che l'Inghilterra stava conducendo contro Napoleone il che lo costrinse, tra il 1808 ed il 1809, ad aumentare la pressione fiscale sollevando un vespaio di proteste. Come Leader della Camera dei Comuni egli aveva una forte opposizione che lo accusava di immobilità e corruzione. Perceval, inoltre, ebbe il compito non facile di difendere il comandante in capo dell'esercito britannico, il principe Federico, duca di York e Albany contro le accuse di corruzione avanzategli dall'ex amante Mary Anne Clarke. Egli risolse pacificamente la cosa consigliando però al principe di dimettersi da comandante dell'esercito.
Anche a causa del proprio declinante stato di salute, il duca di Portland, decise di rinunciare ai propri incarichi nel 1809 ed iniziarono le trattative per l'elezione di un nuovo primo ministro: Canning era intenzionato a proporsi, ma aveva incontrato l'opposizione di Perceval in questa operazione. I restanti membri dell'ex gabinetto di governo decisero di invitare Lord Grey. Sia Grenville che Grey, ad ogni modo, rifiutarono la carica ed il re col gabinetto decisero dunque di proporre a Perceval l'incarico come nuovo Primo Ministro. Perceval baciò la mano del re il 4 ottobre e si mise subito al lavoro per creare il proprio nuovo gabinetto di governo con non poche difficoltà sia per la sua inesperienza che per le delicate condizioni politiche dell'epoca.

### Primo Ministro 1809-1812

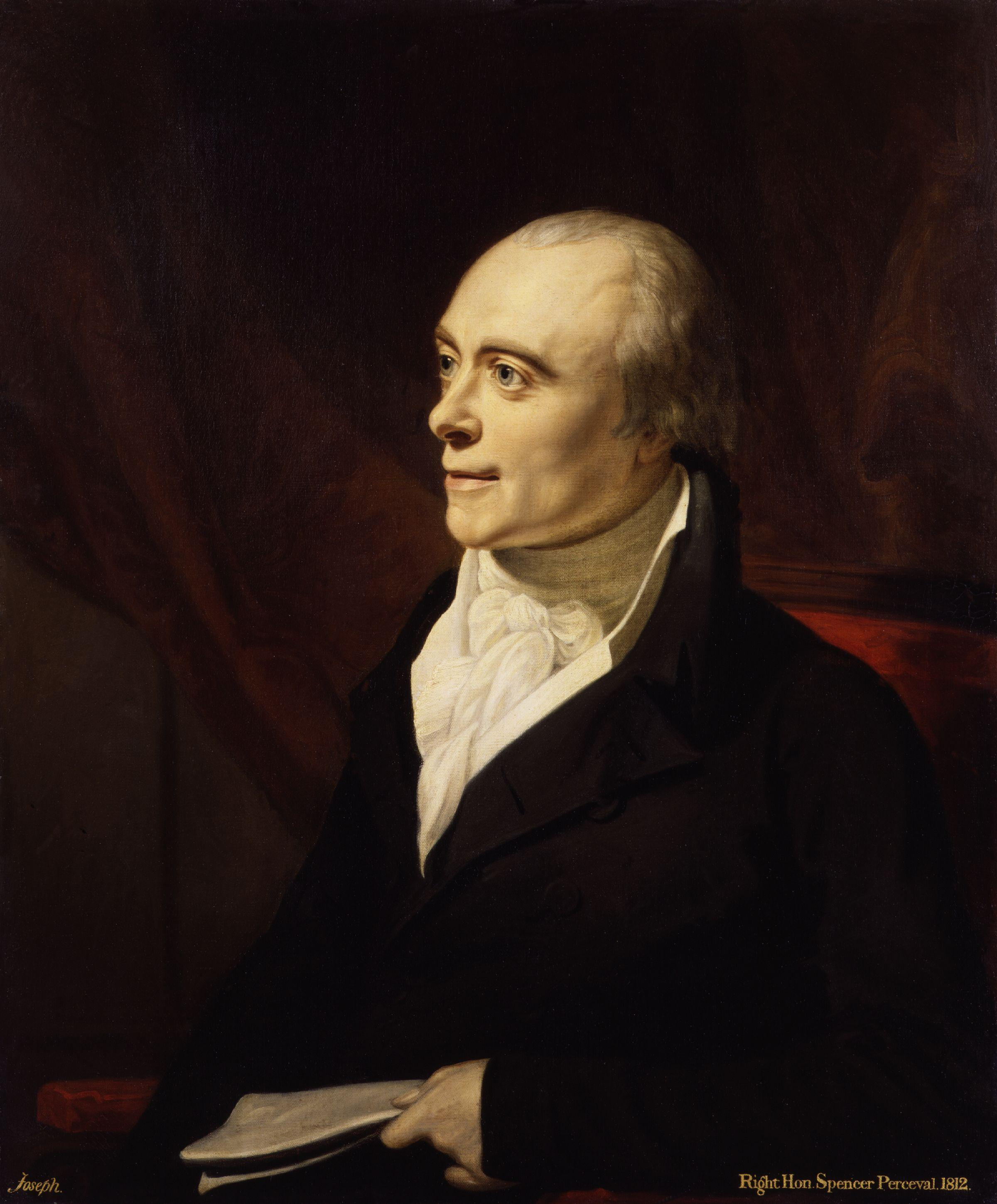
Spencer Perceval in un ritratto del 1812

Il nuovo ministero guidato da Perceval non era dei più forti: esso presentava notevoli debolezze alla Camera dei Comuni e aveva diversi conflitti interni. Nella prima settimana della nuova sessione parlamentare, nel gennaio del 1810, il governo perse già parte del consenso popolare anche a causa della spedizione che aveva il compito di assediare Anversa e che invece venne costretta a ripiegare sull'isola di Walcheren, sotto il comando di Lord Chatham. Il deputato radicale Sir Francis Burdett venne rinchiuso nella Torre di Londra per aver pubblicato una lettera nel Political Register di William Cobbett nella quale si denunciava l'esclusione della stampa dalle informazioni circa l'azione del governo. Perceval, dal canto suo, era impegnato a reperire fondi per sostenere la campagna del duca di Wellington nella penisola iberica, anche se stava contraendo debiti di minore entità rispetto a quelli dei suoi predecessori o successori.
Re Giorgio III celebrò il suo 50º anniversario di regno nel 1809 ma già nell'autunno dell'anno successivo la sua salute diede i primi segni di cedimento. La prospettiva della fine della reggenza e della salita al trono del principe di Galles non allettavano Perceval in quanto il futuro regnante era in totale disaccordo con i Whigs e in particolare aveva un odio personale per Perceval a causa del ruolo che questi aveva avuto nella vicenda della "delicata investigazione". Nel novembre del 1810 il parlamento venne convocato due volte per essere aggiornato sulle condizioni di salute del re che pareva riprendersi. Nel dicembre di quell'anno, date le condizioni del monarca, Perceval scrisse al principe di Galles richiedendo una nuova reggenza in favore dell'anziano padre ma rispetto a quella del 1788 essa aveva delle nuove restrizioni per Guglielmo: i poteri del principe ereditario di creare pari e di concedere pensioni sarebbero stati ristretti per i successivi 12 mesi dall'inizio della reggenza, la regina Carlotta di Meclemburgo-Strelitz sarebbe stata responsabile della cura del re e le proprietà del re sarebbero state congelate sino alla sua morte.
Il principe di Galles, supportato dall'opposizione dei Tories, rigettò le restrizioni, ma Perceval iniziò a far passare il decreto al Parlamento. Tutti si attendevano che il reggente decidesse di cambiare il ministero completamente, invece a sorpresa egli decise di mantenere il suo vecchio nemico Perceval, con la ragione formale di non voler dare altri dispiaceri che potessero gravare sulla già malferma salute del padre. Il re siglò il decreto di reggenza il 5 febbraio 1810 ed il reggente prese le proprie prerogative il giorno successivo.
Le restrizioni sulla reggenza ebbero termine come da contratto nel febbraio del 1812, quando il re non dava segni di recupero ed il reggente stava persuadendo Grey e Grenville a fare un governo congiunto per ostacolare Perceval dopo la sua eventuale ascesa al trono.

### L'assassinio

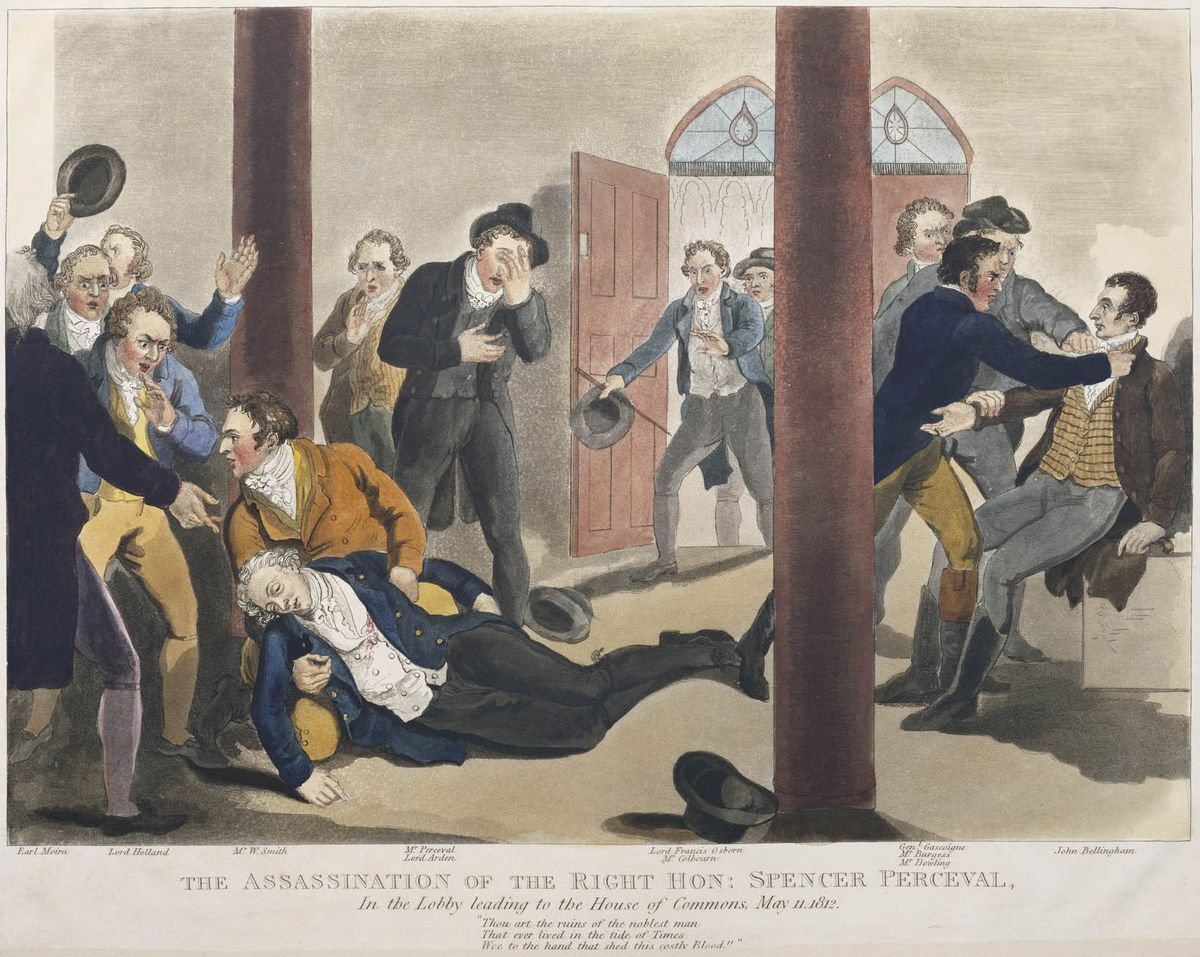
L'assassinio del primo ministro Perceval. Perceval è a terra morente mentre il suo assassino, John Bellingham, si arrende agli ufficiali (a destra)

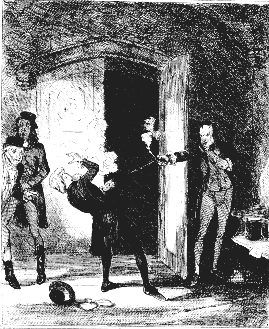
Illustrazione dell'assassinio di Perceval tratta dal the Newgate Calendar.

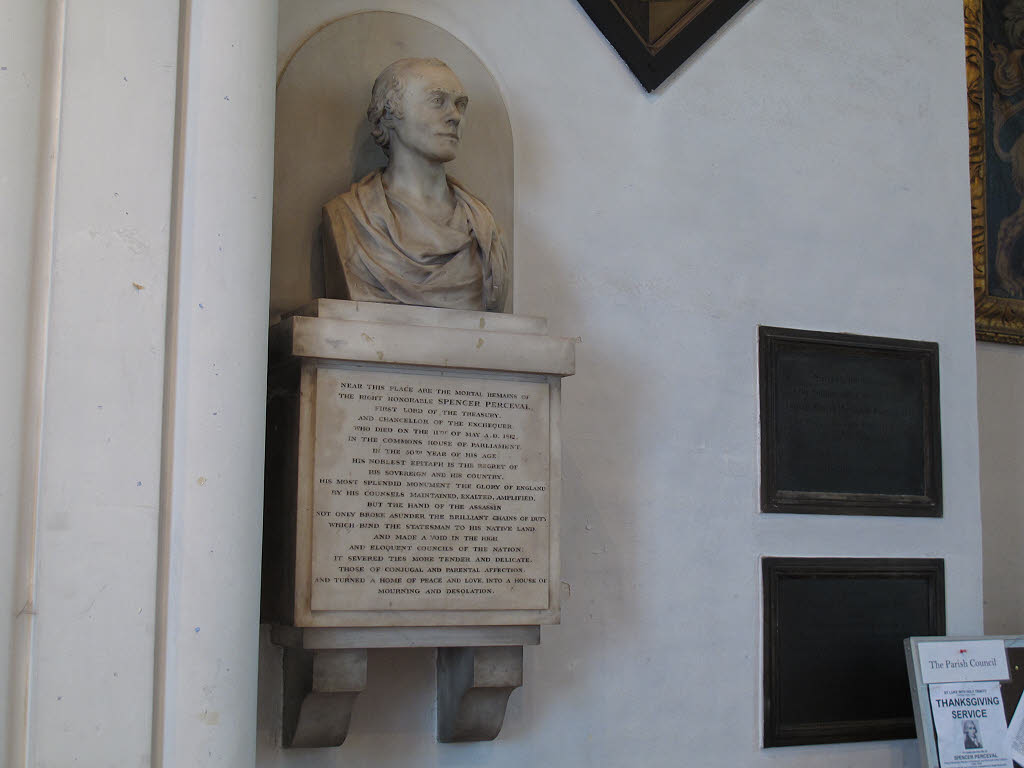
Monumento a Perceval nella chiesa parrocchiale di Charlton, dove è sepolto.

Alle 5:15 del mattino dell'11 maggio 1812, Perceval si stava recando a presiedere in parlamento. Egli entrò nel porticato della Camera dei Comuni, un uomo lo fermò per chiedergli una cosa, estrasse una pistola e gli sparò in pieno petto. Perceval cadde a terra dopo aver mormorato qualcosa come "Assassino!" oppure "Oh mio Dio!". Egli venne subito portato in una sala adiacente e deposto su un tavolo coi piedi posati su due sedie, privo di sensi e con deboli pulsazioni. Quando il medico giunse alcuni minuti dopo, le pulsazioni cessarono e Perceval venne dichiarato morto. All'inizio si pensò all'assassinio politico che avrebbe sollevato fiumi di rivolte, ma l'assassino non aveva tentato la fuga e di lì a poco i motivi di un tale gesto sarebbero stati chiariti. John Bellingham era un mercante che era stato ingiustamente imprigionato in Russia e richiedeva una compensazione dal governo, ma la sua istanza era stata più volte rigettata. Il corpo senza vita di Perceval venne portato al numero 10 di Downing Street nelle prime ore del 12 maggio.
Perceval lasciò la vedova e dodici figli e si iniziò a mormorare che il suo assassinio fosse stato pensato ad hoc in quanto non disponeva più dei soldi per mantenere la sua numerosa famiglia. Nelle sue casse, infatti, vennero trovate solo 106 sterline, 5 scellini e 1 penny. Nei giorni successivi alla sua morte, ad ogni modo, il parlamento decise di devolvere la pensione annua di 50.000 sterline alla famiglia del primo ministro con degli extra per la vedova e per il figlio primogenito. Jane Perceval si risposò poi con il Luogotenente Colonnello Sir Henry Carr nel 1815 e si ritrovò vedova sei anni dopo. Ella morì a 74 anni nel 1844.
Perceval venne sepolto il 16 maggio a Charlton ove si tennero anche i funerali in forma privata, secondo il volere della vedova. Il giorno precedente Bellingham era stato condotto in giudizio ed era stato riconosciuto colpevole senza che gli fosse riconosciuta l'infermità mentale che alcuni invocavano. Venne impiccato il 18 maggio successivo.

## Matrimonio e figli
Spencer e Jane ebbero tredici figli in totale, di cui dodici sopravvissero all'età adulta:
- Jane (1791–1824) sposò il cugino Edward Perceval, figlio di Lord Arden, nel 1821 e visse a Felpham, Sussex. Morì tre anni dopo il matrimonio dando alla luce un figlio.
- Frances (1792–1877) visse con la madre e le tre sorelle non maritate a Elm Grove, Ealing. Alla morte della madre, le tre sorelle si spostarono a Pitzhanger Manor House, mentre Elm Grove divenne proprietà del loro fratello Spencer.
- Maria (1794–1877) visse con le tre sorelle non maritate a Ealing.
- Spencer (1795–1859) primogenito, fu membro del parlamento e sposò Anna Macleod dalla quale ebbe undici figli. Fu membro della chiesa cattolica apostolica dal 1833.
- Charles (nato e morto nel 1796)
- Frederick (1797–1861)
- Henry (1799–1885)
- Dudley (1800–1856)
- Isabella (1801–1886)
- John (1803–1876)
- Louisa (1804–1891) visse con le tre sorelle non maritate a Ealing.
- Frederica (1805–1900)
- Ernest (1807–1896)[9]

## Ascendenza
|                                      |                                         |                                         | Genitori                     |  |  | Nonni |  |  | Bisnonni                     |  |  | Trisnonni                  |  |
|                                      |                                         |                                         |                              |  |  |       |  |  | John Perceval, III baronetto |  |  | John Perceval, I baronetto |  |
|                                      |                                         |                                         |                              |  |  |       |  |  | John Perceval, III baronetto |  |  | John Perceval, I baronetto |  |
|                                      |                                         | Catherine Southwell                     |                              |  |  |       |  |  | John Perceval, III baronetto |  |  |                            |  |
| John Perceval, I conte di Egmont     |                                         |                                         |                              |  |  |       |  |  | John Perceval, III baronetto |  |  |                            |  |
|                                      |                                         | Catherine Dering                        | Edward Dering, II baronetto  |  |  |       |  |  |                              |  |  |                            |  |
|                                      |                                         | Catherine Dering                        | Edward Dering, II baronetto  |  |  |       |  |  |                              |  |  |                            |  |
|                                      |                                         | Catherine Dering                        | Mary Dering                  |  |  |       |  |  |                              |  |  |                            |  |
| John Perceval, II conte di Egmont    |                                         | Catherine Dering                        |                              |  |  |       |  |  |                              |  |  |                            |  |
|                                      |                                         | Philip Parker, II baronetto             | Philip Parker, I baronetto   |  |  |       |  |  |                              |  |  |                            |  |
|                                      |                                         | Philip Parker, II baronetto             | Philip Parker, I baronetto   |  |  |       |  |  |                              |  |  |                            |  |
|                                      |                                         | Philip Parker, II baronetto             | Rebecca Long                 |  |  |       |  |  |                              |  |  |                            |  |
| Catherine Parker                     |                                         | Philip Parker, II baronetto             |                              |  |  |       |  |  |                              |  |  |                            |  |
|                                      |                                         | Mary Fortrey                            | Samuel Fortrey               |  |  |       |  |  |                              |  |  |                            |  |
|                                      |                                         | Mary Fortrey                            | Samuel Fortrey               |  |  |       |  |  |                              |  |  |                            |  |
|                                      |                                         | Mary Fortrey                            | Theodora Jocelyn             |  |  |       |  |  |                              |  |  |                            |  |
| Spencer Perceval                     |                                         | Mary Fortrey                            |                              |  |  |       |  |  |                              |  |  |                            |  |
|                                      | George Compton, IV conte di Northampton | James Compton, III conte di Northampton |                              |  |  |       |  |  |                              |  |  |                            |  |
|                                      | George Compton, IV conte di Northampton | James Compton, III conte di Northampton |                              |  |  |       |  |  |                              |  |  |                            |  |
|                                      | George Compton, IV conte di Northampton | Mary Noel                               |                              |  |  |       |  |  |                              |  |  |                            |  |
| Charles Compton                      | George Compton, IV conte di Northampton |                                         |                              |  |  |       |  |  |                              |  |  |                            |  |
|                                      |                                         | Jane Fox                                | Stephen Fox                  |  |  |       |  |  |                              |  |  |                            |  |
|                                      |                                         | Jane Fox                                | Stephen Fox                  |  |  |       |  |  |                              |  |  |                            |  |
|                                      |                                         | Jane Fox                                | Elizabeth Whittle            |  |  |       |  |  |                              |  |  |                            |  |
| Catherine Compton, I baronessa Arden |                                         | Jane Fox                                |                              |  |  |       |  |  |                              |  |  |                            |  |
|                                      |                                         | Berkeley Lucy, III baronetto            | Kingsmill Lucy, II baronetto |  |  |       |  |  |                              |  |  |                            |  |
|                                      |                                         | Berkeley Lucy, III baronetto            | Kingsmill Lucy, II baronetto |  |  |       |  |  |                              |  |  |                            |  |
|                                      |                                         | Berkeley Lucy, III baronetto            | Theophilia Berkeley          |  |  |       |  |  |                              |  |  |                            |  |
| Mary Lucy                            |                                         | Berkeley Lucy, III baronetto            |                              |  |  |       |  |  |                              |  |  |                            |  |
|                                      |                                         | Catharine Cotton                        | Charles Cotton               |  |  |       |  |  |                              |  |  |                            |  |
|                                      |                                         | Catharine Cotton                        | Charles Cotton               |  |  |       |  |  |                              |  |  |                            |  |
|                                      |                                         | Catharine Cotton                        | Isabella Hutchinson          |  |  |       |  |  |                              |  |  |                            |  |
|                                      |                                         | Catharine Cotton                        |                              |  |  |       |  |  |                              |  |  |                            |  |